# تیم ملی فوتبال اوکراین
کشور اوکراین پس از فروپاشی اتحاد جماهیر شوروی به استقلال رسید. فدراسیون فوتبال این کشور نیز پس از استقلال در سال۱۹۹۱ تأسیس شد.
نخستین بازی این تیم پس از استقلال به تاریخ ۲۹ آوریل ۱۹۹۲ مقابل تیم مجارستان بود. نخستین حضور اوکراین در مقدماتی جام جهانی فوتبال ۱۹۹۸ فرانسه شکل گرفت. این تیم در مقدماتی جام جهانی فوتبال ۲۰۰۲ نیز تا مرحله پلی -آف بالا آمد ولی به جام جهانی صعود نکرد. سرانجام نخستین حضور خود را در مرحله پایانی جام جهانی فوتبال ۲۰۰۶ تجربه کرد.

## تاریخچه
فدراسیون فوتبال اوکراین در سال ۱۹۹۱ با استقلال کشور اوکراین تأسیس شد. یکی از مشکلات مهم تیم ملی اوکراین حضور بازیکنان برجسته اوکراینی در تیم ملی فوتبال شوروی بود که حتی با پیراهن این تیم در جام جهانی فوتبال ۱۹۹۰ شرکت کردند. با آمدن نسل بعدی فوتبال اوکراین این مسئله تا حدی رفع شد. تیم ملی فوتبال اوکراین یک بازی دوستانه در سال ۲۰۰۲ با تیم ملی فوتبال ایران برگزار کرد و یک بر صفر شکست خورد.

## ورزشگاه ملی
اوکراین مهم‌ترین بازی‌های ملی خود را در کی‌یف و درورزشگاه ملی المپیسکی برگزار می‌کند. این ورزشگاه قبلاً به باشگاه دینامو کی‌یف اختصاص داشت.

## جام جهانی
۱۹۳۰ تا ۱۹۹۴:جزو اتحاد جماهیر شوروی بود.
- ۱۹۹۸: راه نیافت
- ۲۰۰۲: راه نیافت
- ۲۰۰۶: یک چهارم نهایی (مقام هشتم)
- ۲۰۱۰: راه نیافت
- ۲۰۱۴: راه نیافت
- ۲۰۱۸: راه نیافت
- ۲۰۲۲: راه نیافت

### جام جهانی ۲۰۰۶ آلمان
در گروه اچ با تیم ملی فوتبال عربستان سعودی، تیم ملی فوتبال تونس و تیم ملی فوتبال اسپانیا همگروه بود. یک شکست سنگین مقابل تیم ملی فوتبال اسپانیا در روز اول متحمل شد ولی با دو برد به مرحله بعدی صعود کرد. با برد مقابل تیم ملی فوتبال سوئیس به مرحله یک چهارم نهایی صعود کرد. سرانجام با شکست مقابل تیم ملی فوتبال ایتالیا از گردونه مسابقات حذف شد. بهترین گلزن اوکراین در جام جهانی آندره شوچنکو بوده‌است.

## جام ملتهای اروپا
تیم فوتبال اوکراین هرگز به مرحله پایانی جام ملتهای اروپا را نیافته‌است. در سال ۲۰۱۲ با کشور لهستان میزبان مشترک مرحله پایانی جام ملتهای اروپا بود و در گروه سوئد، انگلستان و فرانسه قرار گرفت. با پیروزی مقابل سوئد و دو شکست مقابل انگلستان و فرانسه در مرحله گروهی حذف شد. در پایان رقابت‌ها به رتبه سیزدهم رسید. در حال حاضر در مقدماتی جام ملتهای ۲۰۱۶ برای صعود به مرحله پایانی تلاش می‌کند.

## گلزن ملی
آندری شوچنکو بهترین گلزن تاریخ اوکراین است. تا قبل از جام جهانی ۲۰۰۶ در لیست ستارگان بزرگی بود که جام جهانی را تجربه نکرده بود ولی صعود به جام جهانی کلکسیون افتخارات او را کامل کرد.